# Dietach
Dietach là một đô thị thuộc huyện Steyr-Land thuộc bang Oberösterreich, Áo. Đô thị Dietach có diện tích 21 km², dân số thời điểm năm 2006 là 2576 người.